# Sankt Andrä (Karyntia)
Sankt Andrä, St. Andrä (słoweń. Šentandraž v Labotski dolini) – miasto w Austrii, w kraju związkowym Karyntia, w powiecie Wolfsberg. Liczy 10097 mieszkańców (1 stycznia 2015).